# Hygrohypnum choprae
Hygrohypnum choprae är en bladmossart som beskrevs av Jitinder Nath Vohra 1980 [1982. Hygrohypnum choprae ingår i släktet bäckmossor, och familjen Amblystegiaceae. Inga underarter finns listade i Catalogue of Life.